# Bernard le Sage
Bernard le Sage, né vers 840, mort vers 900, moine de l'Abbaye du Mont-Saint-Michel, qui entreprend un voyage en Terre sainte en 867, avec deux autres moines, Theudemund et Etienne, et se rend d'abord à Rome pour obtenir une autorisation papale de Nicolas Ier.
Il passa par le sanctuaire Saint-Michel-Archange du mont Gargan, Bari, alors occupée par les musulmans, puis Tarente. De là, ils s'embarquent sur des navires d'esclaves chrétiens, à destination d'Alexandrie, Le Caire, El-Arish, Ramla, Emmaüs, pour finir à Jérusalem et Bethléem. À son arrivée à Jérusalem, il fut reçu dans l'hôtellerie fondée pour les voyageurs de la langue latine par Charlemagne. Près de cette hôtellerie (rebâtie plus tard par l'ordre des Hospitaliers) était l'Église Sainte-Marie-la-Neuve de Jérusalem et une bibliothèque fondée par le même empereur. Il visitera notamment le Saint-Sépulcre et l'église Saint-Georges à Lod.
Son itinéraire ne fut publié pour la première fois qu'en 1672, d'après un manuscrit de la Bibliothèque de Reims. Il fut réédité en 1879 par Auguste Molinier dans le Itinera Hierosolymitana et descriptiones Terrae Sanctae bellis sacris anteriora et latina lingua exarata.